# Moses Harris
Pour les articles homonymes, voir Harris.
Moses Harris est un entomologiste et un graveur britannique, né en 1731 et mort en 1785.

## Biographie
On ne connaît que très peu de choses sur ses origines, de son éducation et de sa vie. Il s’intéresse très tôt à l’entomologie, sans doute sous l’influence de l’un de ses oncles.
Dans son ouvrage, Natural System of Colours de 1766, il étudie l’œuvre d'Isaac Newton (1643-1727) et essaie de définir la multitude de couleurs que l’on peut créer à partir de trois couleurs de base. Harris souhaite comprendre les rapports entre les couleurs et la manière dont elles sont codées. Son livre tente d'expliquer les principes, « matériellement, ou par l'art de peintres », par lequel d'autres couleurs peuvent être produites à partir du rouge, du jaune et du bleu, comme Le Blon l'avait montré en 1725. Harris présente ce qui est maintenant connu comme le mélange soustractif des couleurs utilisant des cercles chromatiques pour définir les couleurs complémentaires, son observation la plus importante étant que le noir peut être formé par la superposition des trois couleurs de base.
Son ouvrage le plus célèbre est The Aurelian dans lequel il décrit quarante-et-une espèces de papillon, quatre coléoptères et une libellule. Harris dédie chaque planche à une personnalité, probablement l’un de ses souscripteurs. Il dessine les animaux d’après le vivant et présente souvent les différents stades de développement. La recherche esthétique est indéniable et ses planches sont considérées comme faisant partie des plus réussies de l’époque. Il fait paraître, quelques années plus tard, une version économique de poche, sans aucune illustration à l’exception d’une planche anatomique. Il y décrit environ 400 espèces britanniques. Il donne leur nom en anglais mais également en latin suivant le système linnéen fondé sur la 12e édition du Systema Naturae. Il est le premier naturaliste à proposer l’utilisation de l’étude des nervures des ailes de papillons pour leur classification dans son Essay de 1767.
Il réalise des illustrations d’insectes pour William Curtis (1746-1799) pour sa publication The Botanical Magazine, pour William Martyn pour son New Dictionary of Natural History (1785) et enfin pour Dru Drury (1725-1804) pour le premier volume de ses Illustrations of Natural History (1770).

## Liste partielle des publications
- 1766 : Natural System of Colours — réédité en 1811 par Thomas Martyn (1736-1825), réédité en 1963.
- 1766 : The Aurelian, or natural history of English Insects; namely moths and butterflies, together with the plants on which they feed, etc.— Harris complète l’ouvrage de 1772 à 1775 par des planches additionnelles, un schéma anatomique, un index et un glossaire. — Réédité en 1986.
- 1767 : An Essay precedeing [sic] a supplement to the Aurelian, wherein are considered the tendons and membranes of the wings of butterflies ... Illustrated with copperplates. Essay qui doit précéder le supplément à l’Aurélian, etc. (Londres).
- 1775 : The English Lepidoptera, or the Aurelian’s pocket companion, containing a catalogue of upward of four hundred moths and butterflies, etc. (Londres).
- 1776-1780 : An exposition of English Insects, etc. - Une exposition des insectes Anglois, etc. Eng. & Fr. (Londres)